# 井上明
井上 明（いのうえ あきら、1951年4月3日 - ）は、愛媛県松山市生まれの元・学生野球選手（投手）および、元・朝日新聞記者。
1969年の松山商業高3年次に、第51回全国高等学校野球選手権大会決勝で三沢高3年（当時）の太田幸司と（再試合を含む）2日間にわたって投げ合ったことで知られる。

## 来歴・人物
松山商業高では、2年次に同期の中村哲投手（卒業後に丸善石油でプレー）とのダブルエースとして、1968年夏の甲子園に愛媛県代表として出場。3回戦で三重高に敗れた。
3年次となった翌1969年にも、三塁手の谷岡潔、遊撃手の樋野和寿、捕手の大森光生といった同期生と共に、夏の甲子園へ連続出場。準々決勝で松島英雄投手を擁する静岡商業高、準決勝で若狭高を下して決勝に進出した。決勝で三沢高と対戦、延長18回を1人で投げ抜いたものの、0-0の引き分けで終了（総投球数は232球）。三沢高の太田も1人で262球を投げていたが、当時の大会規定によって、勝負は翌日の再試合に持ち込まれた。結局、井上・太田とも再試合に先発で登板。太田が2日連続で完投したのに対して、井上は中村の救援を仰いだものの、チームは4-2のスコアで優勝した。8月末からは太田らとともに全日本高校選抜の一員としてブラジル・ペルー・アメリカ遠征に参加する。秋の長崎国体では、準決勝で静岡商の松島と延長12回まで投げ合ったものの、延長12回裏にサヨナラ負けを喫した。
高校卒業後は、樋野や大森と共に明治大学へ進学。東京六大学野球リーグでは投手として活躍、4年時の1973年秋季リーグで優勝を経験した。リーグ通算41試合登板。11勝8敗、防御率2.33、55奪三振を記録。樋野や大森以外の同期生に、上田芳央投手や今久留主邦明捕手がいる。
大学卒業後は、社会人野球の三菱重工長崎に進むが退社し、1975年に朝日新聞へ入社。三菱重工長崎で野球生活を断念したうえでの入社だったが、入社後は高校野球をはじめ主にスポーツ関連の取材に携わった。
2008年の時点で大阪本社のスポーツグループに所属していたが、2011年に定年退職した。
2018年に催された第100回全国高等学校野球選手権記念大会では、愛媛大会の開幕試合（7月13日・松山坊っちゃんスタジアム）に単独で始球式に登場した。この際に母校・松山商業のユニフォームに約30年ぶりに袖を通している。本大会の決勝戦（8月21日・阪神甲子園球場）でも太田幸司と共に始球式を務めた。